# Conus tristis
Conus tristis é uma espécie de gastrópode do gênero Conus, pertencente a família Conidae.